# Патшикув (Лодзинське воєводство)
Патшикув (пол. Patrzyków) — село в Польщі, у гміні Паєнчно Паєнчанського повіту Лодзинського воєводства.
Населення — 364 особи (2011).
У 1975-1998 роках село належало до Ченстоховського воєводства.

## Демографія
Демографічна структура станом на 31 березня 2011 року:
|          | Загалом | Допрацездатний вік | Працездатний вік | Постпрацездатний вік |
| -------- | ------- | ------------------ | ---------------- | -------------------- |
| Чоловіки | 180     | 36                 | 128              | 16                   |
| Жінки    | 184     | 43                 | 96               | 45                   |
| Разом    | 364     | 79                 | 224              | 61                   |